# Ratolí de les collites
El ratolí de les collites o ratolí espiguer (Micromys minutus) és un rosegador que viu a Europa i Àsia. És el rosegador més petit d'Europa i un dels més petits del món, car només és una mica més gros que un escarabat. A Europa, només el gènere Sicista té una mida similar. Això li permet enfilar-se a les tiges de les plantes mitjançant la seva cua prènsil. És l'única espècie vivent del gènere Micromys, que potser està relacionat amb gèneres del sud-est asiàtic com ara Chiropodomys i Haeromys.

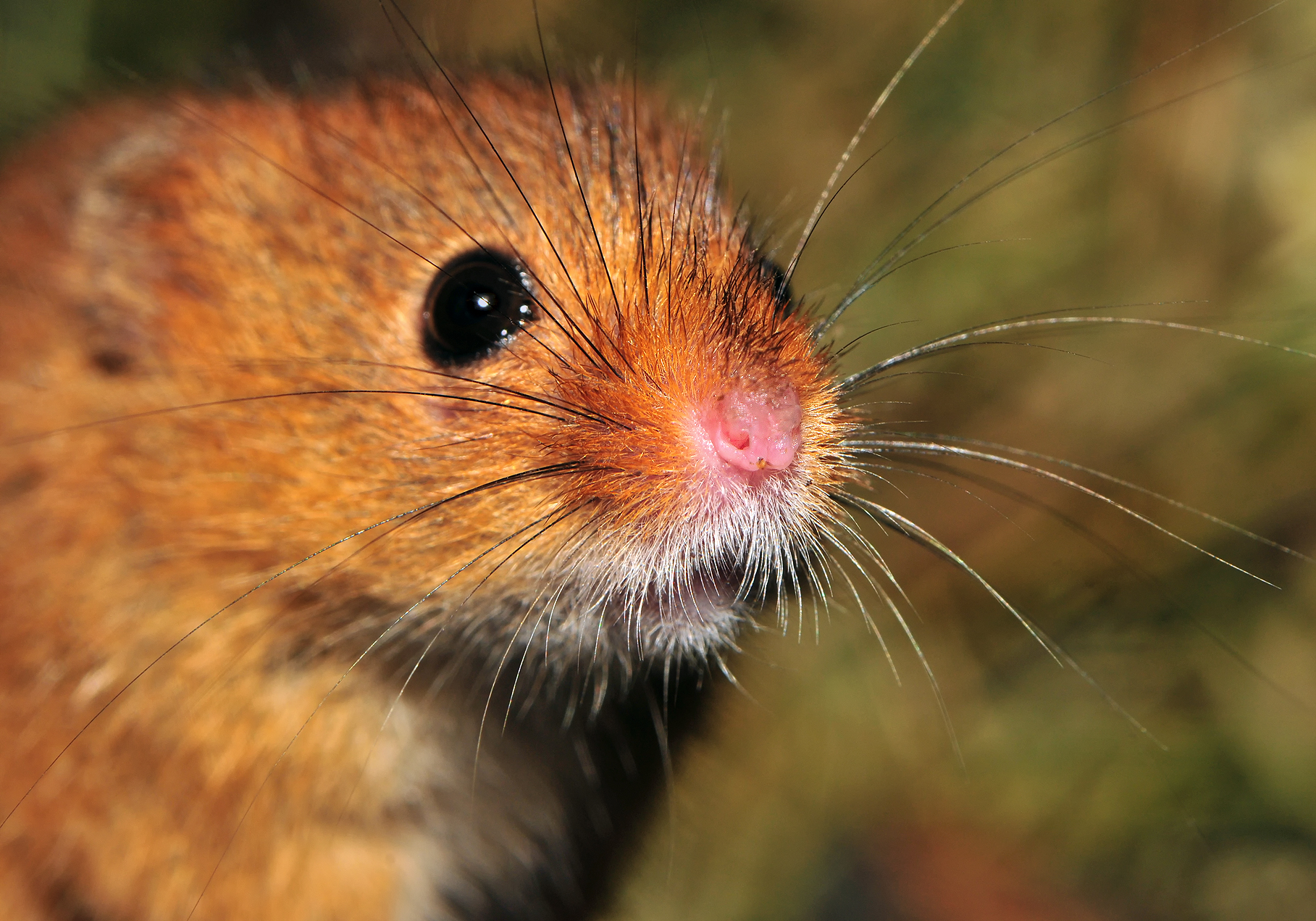
Ratolí de les collites